# Fred Elboni
Frederico Stewers Elboni (São Paulo, 22 de fevereiro de 1991), mais conhecido apenas como Fred Elboni, é um escritor, cronista e palestrante brasileiro. Os temas dos seus livros são, com frequência, o amor, a vulnerabilidade, a coragem, a sensibilidade, entre outros tópicos do cotidiano.

## Biografia
Fred nasceu na cidade de São Paulo mas, aos sete anos de idade, seus pais se separaram, o que culminou na sua mudança para a cidade de Blumenau em Santa Catarina, local onde vivia sua família materna. Do ensino fundamental ao ensino médio, estudou no Colégio Bom Jesus Santo António. Após terminar, optou por cursar Comunicação Social na Fundação Universidade Regional de Blumenau (FURB). Em 2013, formou-se em Publicidade e Propaganda e, em 2019, concluiu uma pós-graduação em Filosofia e Autoconhecimento pela Pontífica Universidade Católica do Rio Grande do Sul.
Aos dezenove anos de idade, enquanto ainda cursava a faculdade, Fred começou a publicar seus textos num blog. Em poucos anos, seu blog conseguiu atingir uma média de cinco milhões de leitores mensais. Aos 21 anos, recém-formado e trabalhando numa agência de publicidade, foi convidado pela Rede Globo a integrar a equipe de roteiristas do programa de auditório Amor e Sexo, apresentado por Fernanda Lima, no qual permaneceu até 2012.
Nas suas horas vagas, o autor dedicava-se à escrita de crônicas. Em março de 2014, lançou Um sorriso ou dois, um conjunto de contos e crônicas divulgada como o seu primeiro livro, publicado pela editora Benvirá. Após uma entrevista com o apresentador Jô Soares no Programa do Jô em abril do mesmo ano, o livro fez uma entrada nas vinte melhores posições da lista das obras mais vendidas do portal brasileiro Publish News, apurada pelo serviço de mediação de vendas Nielsen, terminando o seu primeiro ano de comercialização com setenta mil unidades vendidas. Meu universo particular, seu segundo lançamento, foi publicado em 2015 também pela editora Benvirá com uma tiragem inicial de vinte mil exemplares. Em 2016, lançou o livro Muito amor por favor através da editora Sextante, co-escrito por Arthur Aguiar, Ique Carvalho e Matheus Rocha. Dois anos depois, Fred viria a se tornar num autor assinado pela editora. Até julho de 2019, todos os seus livros juntos já haviam ultrapassado a marca de meio milhão de exemplares vendidos.
Além da escrita, Fred também tem interesse por teatro. Em 2019, escreveu e estrelou a peça de teatro E aí, sumida?, estrelada no Teatro Gazeta em São Paulo e no Teatro Fashion Mall no Rio de Janeiro. Em dezembro desse ano, apresentou a palestra Tenha coragem de ser quem você é no evento TEDx Exposição, decorrido em Caxias do Sul, Rio Grande do Sul.

## Obras publicadas
| Ano  | Título | Editora  | ISBN       |
| ---- | --- | -------- | ---------- |
| 2014 | Um sorriso ou dois                                                                                         | Benvirá  | 8557171579 |
| 2015 | Meu universo particular                                                                                    | Benvirá  | 8502627872 |
| 2016 | Só a gente sabe o que sente                                                                                | Benvirá  | 8582402764 |
| 2016 | Muito amor por favor: Um sentimento em quatro elementos (com Arthur Aguiar, Ique Carvalho e Matheus Rocha) | Sextante | 8543104065 |
| 2017 | Notas de Liberdade                                                                                         | Benvirá  | 8557170223 |
| 2018 | Um beijo ou dois                                                                                           | Benvirá  | 8557172814 |
| 2018 | Você e outros pensamentos que provocam arrepios                                                            | Sextante | 8543105897 |
| 2019 | Coragem é agir com o coração                                                                               | Sextante | 8543108306 |
| 2020 | O que os olhos não veem, mas o coração sente                                                               |          | 6599324703 |
| 2023 | Há sol na solidão                                                                                          |          | 6585044061 |